# 2271 Kiso
För andra betydelser, se Kiso.
2271 Kiso eller 1976 UV5 är en asteroid i huvudbältet som upptäcktes den 22 oktober 1976 av de båda japanska astronomerna Hiroki Kosai och Kiichirō Furukawa vid Kiso-observatoriet i Japan. Den har fått sitt namn efter Kisoobservatoriet med vilket den upptäcktes.
Asteroiden har en diameter på ungefär 31 kilometer.